# Across the Sun
Across the Sun est un groupe de metalcore américain, originaire de Portland, en Oregon. Ils font usage d'éléments sonores progressifs et symphoniques. En 2010, Across The Sun signe au label Metal Blade Records et fait paraître son tout premier album, Before The Night Takes Us, qui suit trois EP. Across The Sun se compose de Brandon Davis (chant), Sam Hafer (guitare), Alan Ashcraft (batterie) et John Malloy (guitare basse).

## Biographie
Across the Sun est formé en 2004 à Portland, dans l'Oregon, aux États-Unis. Le groupe se popularise au fil du temps grâce à diverses tournées en 2004. Ils enregistrent et font paraître trois EP à cette même période : This War en 2006,  Storms Weathered en 2008, et Pestilence and Rapture, un EP bien accueilli, distribué au label Authentik Ink en 2009.
En 2010, le groupe participe à plusieurs tournées aux États-Unis, dont le Loch Ness Monstour avec No Bragging Rights, une tournée en soutien à Throw the Fight, des dates pour les festivals New England Metal and Hardcore, Transmission Fest, et autres. Par la suite, ils signent au label Metal Blade Records. Peu après cette signature emblématique, les membres du groupe — Brandon Davis, Shane « The Brain » Murray, Sam Hafer, Alan Ashcraft et John Malloy — entrent aux Lambesis Studios aux côtés du producteur et ingénieur du son Daniel Castleman (As I Lay Dying, Winds of Plague, Impending Doom). Ils font ensuite paraître leur premier album studio intitulé Before The Night Takes Us le 15 mars 2011 ; l'album, bien accueilli par les critiques,,, présente sept années de travaux, de tournées et de peaufinage sonore. Depuis cette sortie, le groupe ne donne plus signe de vie.

## Discographie

### Album studio
- 2011 Before the Night Takes Us

### EP
- 2006 : This War
- 2008 : Storms Weathered
- 2009 : Pestilence and Rapture

## Membres

### Membres actuels
- Marty Wormley - chant
- Sam Hafer - guitare
- John Malloy - guitare basse
- Alan Ashcraft - batterie

### Anciens membres
- Brandon Davis - chant
- Scott « Muppet » Walker - batterie
- Colin St. Claire - guitare basse
- Shane « The Brain » Murray - claviers
- Nathan Bowers - chant